# Гіпс
Гіпс — м’який мінерал класу сульфатів, що складається з дигідрату сульфату кальцію.

## Етимологія та історія
Назва гіпсу походить від давньогрецького слова γύψος gypsos («крейда, гіпс»), яке, в свою чергу, походить із семітського мовного ареалу. Латинське слово gypsum (пізніше також gipsum) в основному відноситься до звичайної штукатурки. Інші давні назви гіпсу, хоча і не завжди використовувалися як синоніми, це лат. selenites («місячний камінь», отже, селеніт), лат. alabastron (з якого алебастр) і лат. lapis specularis («дзеркальний камінь»). У німецькомовних енциклопедіях XVIII ст., XIX ст. і XX ст. використовується термін „Gyps“.
Як будівельний матеріал гіпс використовувався ще в епоху неоліту. Ще в 7000 році до н.е гіпсом оздоблювали інтер'єри в нинішньому місті Чаталхойюк у Малій Азії. Є згадки про використання гіпсу в клинописі шумерів і вавілонян, а також в Єрихоні (6 тис. до н. е.). З 3000 року до н.е в Уруку, а потім і в Єгипті гіпс також використовувався як будівельний розчин, до якого додавали вапно або каміння як домішки. Наприклад, на Сфінксі (2700—2600 рр. до н. е.) для певних робіт використовували вапняно-гіпсовий розчин. Напівпрозорі диски з алебастру були відомі також єгиптянам. Мінойська культура використовувала гіпсовий розчин і алебастр замість мармуру для покриття підлоги або стін і як будівельний камінь (Кносський палац, 2100—1800 рр. до н. е. і Фестський палац), а грецький натураліст Теофраст з Ереса описав виробництво гіпсу у своєму трактаті. У Греції гіпс також використовували для архітектурних прикрас на будинках, оскільки з ним було легко працювати.
Римляни використовували гіпс лише для оздоблення приміщень, оскільки вони були знайомі з набагато міцнішим вапном для зовнішнього використання.
У Європі використання гіпсу в нові часи почалося з XI ст.; гіпс використовувався для з'єднання цегляної кладки та заповнення внутрішніх стін, а з XVII ст. — для штукатурки.

## Загальний опис
Мінерал складається головним чином з двоводного сірчаного кальцію (кальцію сульфат), хімічна формула CaSO4·2H2O(CaSO4·2H2O).
Містить СаО — 32,56 %; SO3 — 46,51 %; H2O — 20,93 %. Супутні домішки: пісок, вапняки, сірчисте залізо та інші, що додають йому бурий чи червонуватий відтінок. Домішки знижують технічні властивості гіпсу.
Сингонія моноклінна. Густина — 2,3. Твердість — 1,5-2,0. Колір — білий. Блиск — скляний. Теплопровідність — 0,298. Розчинність — 2,05 г/л. При температурі 600—700 °С переходить в безводний ангідрит.
Розрізняють такі промислові різновиди:
- гіпсовий шпат (напівпрозорі, плоскі кристали);
- атласний шпат або уральський селеніт (волокниста будова кристалів);
- алебастр (сніжнобілий дрібнозенистий).

За іншою класифікацією виділяють гіпс:
- крупнокристалічний (гіпсовий шпат);
- листовий;
- лускатий;
- волокнистий.

### Мінеральні різновиди

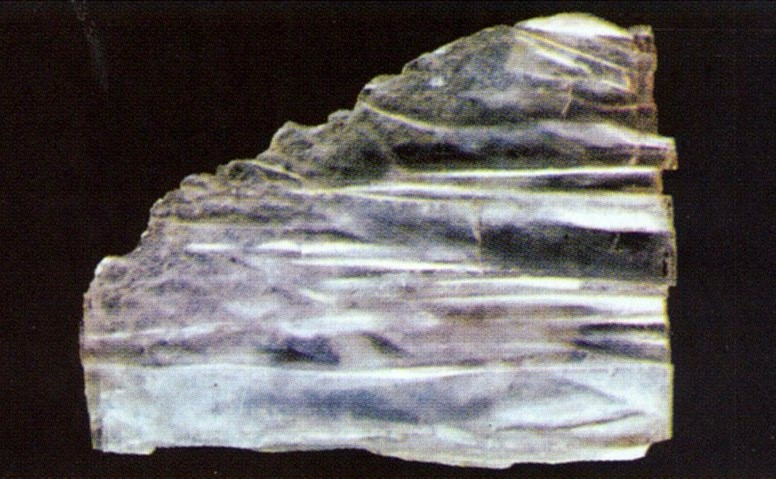
Гіпс

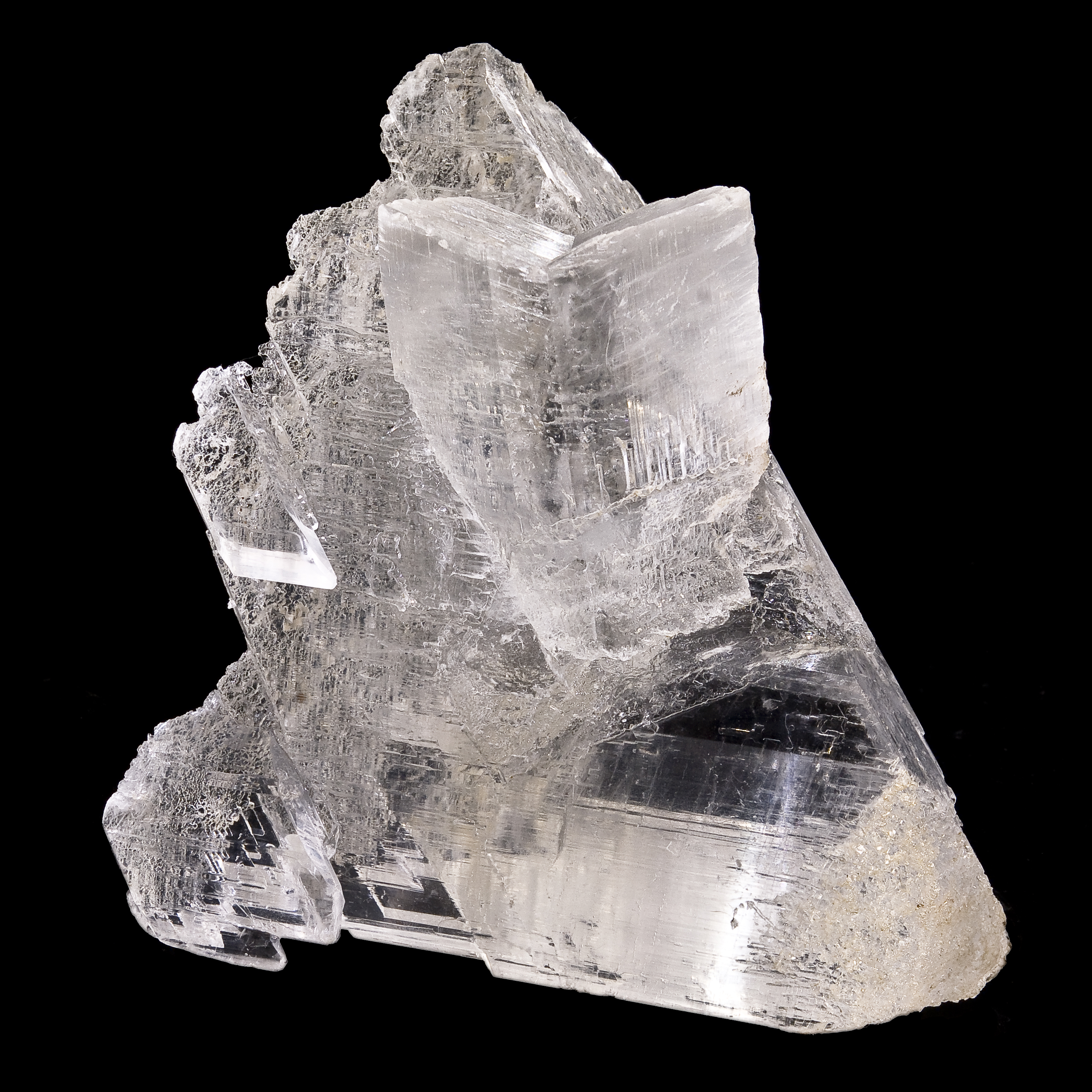
Гіпс, Франція

- гіпс атласний (застаріла назва селеніту);
- гіпс волокнистий (різновид гіпсу, який зустрічається у вигляді орієнтованих агрегатів паралельноволокнистої будови);
- гіпс землистий (різновид гіпсу, який зустрічається у вигляді землистих агрегатів);
- гіпс кістковий (застаріла назва ангідриту);
- гіпс кременистий (зернистий ангідрит, який застосовується як декоративний матеріал);
- гіпс кристалічний (різновид гіпсу, який зустрічається у вигляді прозорих призматичних кристалів та широких пластинок);
- гіпс кубічний (застаріла назва ангідриту);
- гіпс паризький (штучна сполука, представлена переважно напівгідратом сульфату кальцію — 2CaSO4·H2O);
- гіпс пінистий (тонкопористий різновид опалу);
- гіпс пойкілітовий (кристали гіпсу, які містять захоплені при їх рості численні включення кварцу);
- гіпс репетецький (те саме, що гіпс пойкілітовий);
- гіпс тонкозернистий (біла або легко забарвлений щільний різновид гіпсу);
- гіпс шовковистий (селеніт);
- гіпс щільний (різновид гіпсу, який зустрічається у вигляді тонкозернистих, щільних агрегатів).

### Гіпс як гірська порода

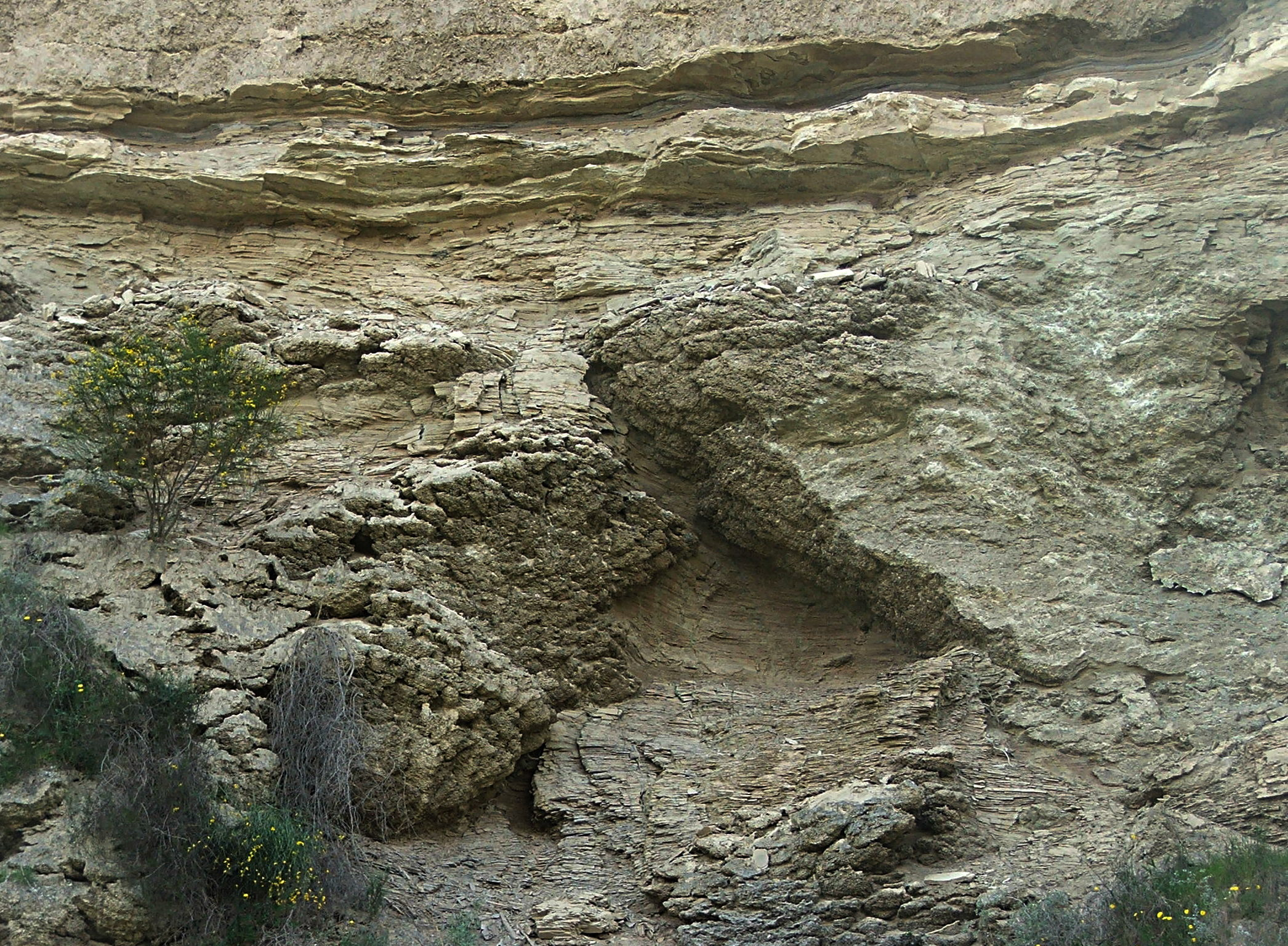
Конус гіпсу сформований на дні давнього моря

- Гіпс — осадова гірська порода переважно з мінералу гіпсу. Використовується для одержання гіпсових в'яжучих матеріалів, як додаток до цементів, а також для виготовлення плит для внутрішнього облицювання.

### Генезис
Утворюється при реакції між сірчаною кислотою і карбонатною породою в окисних сульфідних родовищах, а також за дією
сірчистих вулканічних газів на навколишні породи, що містять кальцій. У вигляді висолів в шахтах і спелеотеми в печерах.

### Поширення у природі

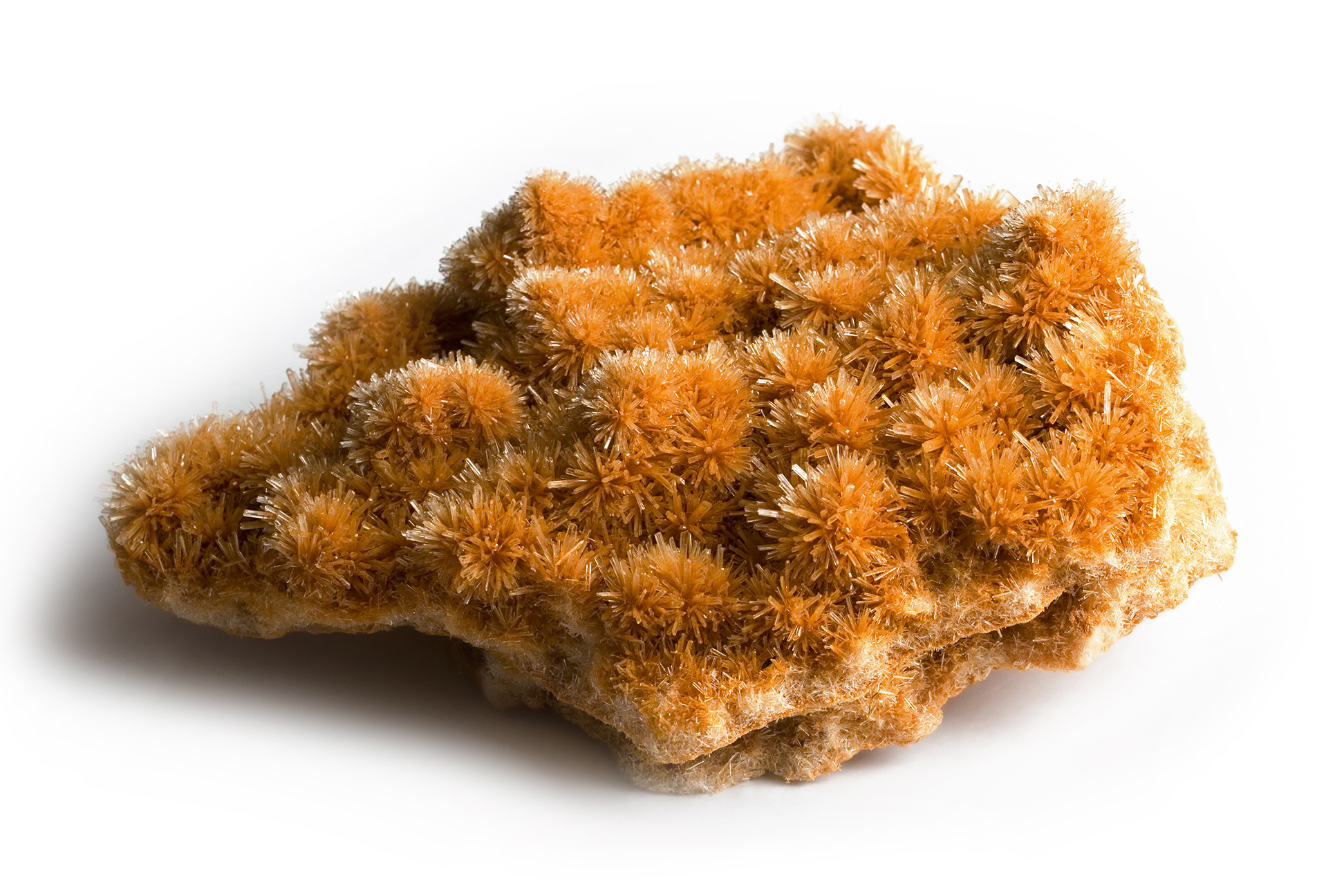
Гіпс з місцевості Андамоока — Торренс (озеро), Південна Австралія.

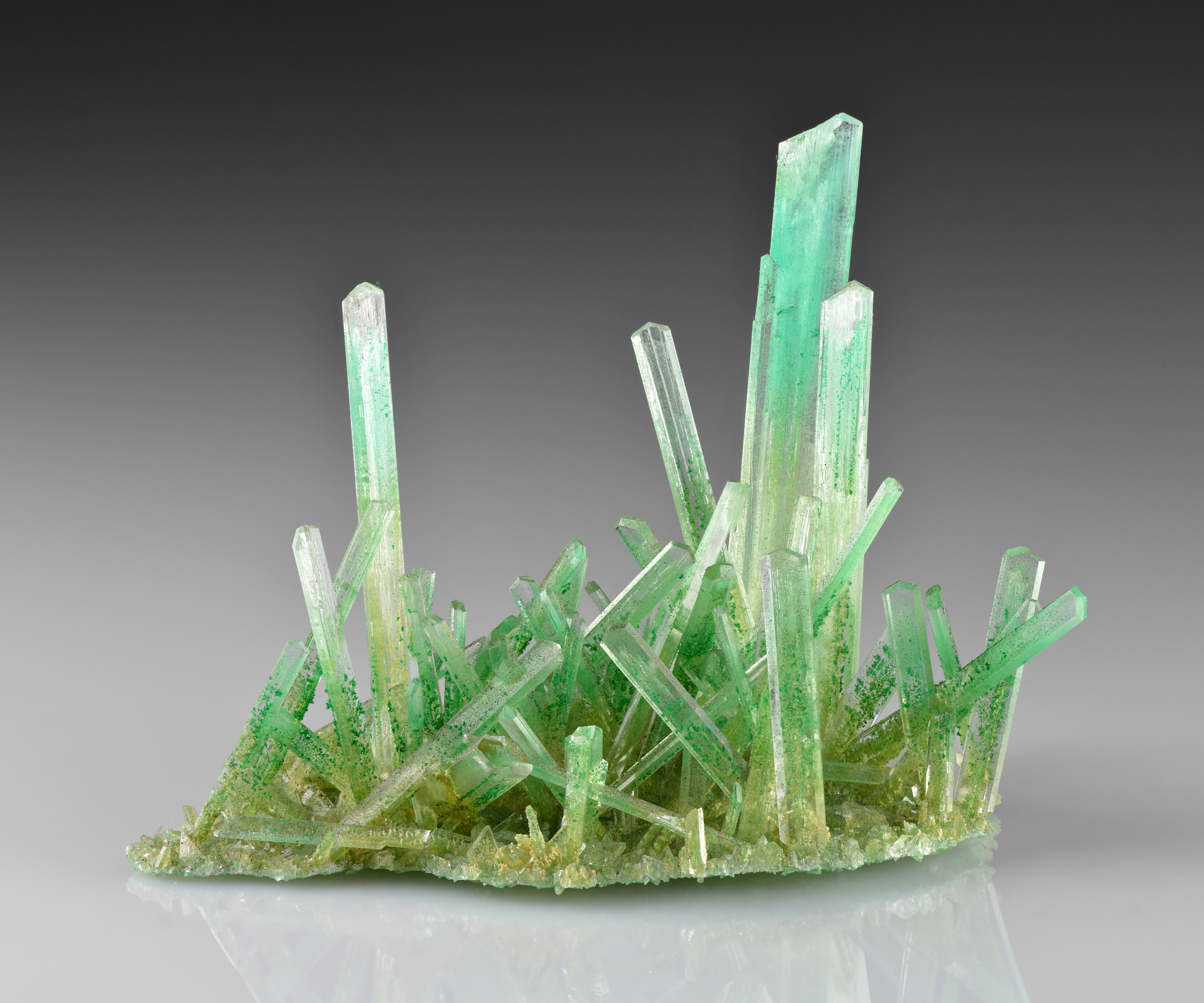
Kристали гіпсу

Поширення: звичайна складова осадових порід, зокрема морських соляних відкладень,
і ґрунти, утворені безпосередньо випаровуванням або пізніше гідратацією ангідриту. Гіпс зустрічається  у вигляді кристалів груботаблеткового (пігулкового), призматичного та стовпчикового різновидів, двійників типу «ластівчиний хвіст» та агрегатів, серед яких виділяють крупнокристалічний, листуватий, волокнистий та цукроподібний різновиди. Як домішки зустрічаються глиниста речовина, кварц, карбонати, органоґенні сполуки. Звичайно гіпс утворює великі пластові осадові поклади разом з вапняками, мергелями, глинами і пісками. Виникає також при гідратації ангідриту і як вторинний продукт окиснення сірчистих мінералів і сірки. Крім того, гіпс зустрічається як перевідкладений матеріал при гідрохімічних реакціях.
Асоціація: галіт, целестин, кальцит, арагоніт, ангідрит, доломіт, сірка.
Утворюється відкладанням з природних водних розчинів, наприклад на дні висихаючих морів. Відклади гіпсу дуже численні (Татарстан, північ Європейської частини Росії, Башкирія, Україна, Кавказ та ін.).
Українські гіпсові родовища
Значні поклади гіпсу в Україні знаходяться в Донецькій області, а також на Прикарпатті. Найбільші родовища:
- Артемівське (Донецька область)[4]
- Попасні ліски (Донецька область)[5]
- Східно-покровське (Донецька область)[6]
- Сков'ятинське (Тернопільська область)[7][8]
- Кам'янське (Івано-Франківська область)[9]
- Троянське (Івано-Франківська область)[10]

Також можна зазначити Покровське, Завальське, Попаснянське, Пшеничанське родовища.

### Застосування
Гіпс має широке застосування. Розмолотий гіпс застосовують у сільському господарстві як добриво (гіпсування). При температурі 120—200 °С перетворюється в алебастр, що використовують для штукатурних робіт, для виготовлення форм у керамічному виробництві та різних виливків (скульптура). У будівельній галузі гіпс використовують для виробництва портландцементу, виготовлення гіпсокартону, гіпсові блоки використовуються в будівництві, як і бетонні блоки. У медицині гіпс застосовують для хірургічних шин, як відбиткові пластирі в стоматології.
Попит на гіпс в основному залежить від активності будівельної галузі, споживаного гіпсу для сільського господарства.

### Виробництво
Світове виробництво гіпсу у 2001 р. становило 116 млн т., у 2021—144 млн т. У 2021 році гіпс виробляли 78 країн світу. Найбільші виробники: США, Іран, Китай, Іспанія, Оман.
Синтетичний гіпс, отриманий різними промисловими процесами, включаючи десульфурацію викидів димової труби є дуже важливою підгалуззю як заміна видобутого природного гіпсу в стінових плитах, у виробництві цементу та сільськогосподарського застосування. У 2021 році синтетичний гіпс, за оцінками, становив близько 30% від загального постачання гіпсу.